# 捷利奇
51°8′48″N 25°54′39″E / 51.14667°N 25.91083°E
泰利奇（烏克蘭語：Тельчі），是烏克蘭西北部的村落，隸屬沃倫州的盧茨克區。該村始建於1577年，面積24,710平方公里，海拔高度171米，2001年人口592，人口密度每平方公里0.02人。